# Disconeura drucei
Disconeura drucei là một loài bướm đêm thuộc phân họ Arctiinae, họ Erebidae.